# كلية التربية ابن رشد (جامعة بغداد)
كلية التربية ابن رشد هي إحدى كليات جامعة بغداد، تأسست عام 1923.

## تاريخ
افتتحت الكلية أول مرة باسم (دار المعلمين العالية) في تشرين الثاني عام 1923، عندما اقترحت وزاره المعارف على مجلس الوزراء إنشائها وللشعور بالحاجة إلى مدرسين لتطوير التعليم الثانوي، على أن تضم قسمين هما: العلوم الطبيعية والإنسانية واضيف إليهما قسم للرياضيات فيما بعد، ويقبل فيها خريجو دار المعلمين الابتدائية وخريجو المدارس الثانوية. وكانت الدراسة فيها مسائية، ظلت الدراسة في الدار مسائية إلى عام 1929 تحولت بعدها إلى الدراسة الصباحية، وألحق بها قسم داخلي وكانت مدة الدراسة سنتين وعلى نفقه الحكومة.
في عام 1931 ألغيت الدار من قبل وزارة المعارف، وأعيد افتتاحها مرة أخرى عام 1935 وكانت مدة الدراسة فيها سنتين، وفي عام 1937 أصبحت مدة الدراسة ثلاث سنوات. وفي عام 1937 قبلت الفتيات فيها فأصبحت الدراسة مختلطة. وفي عام 1939 صدر نظام دار المعلمين العالية رقم 55 لعام 1939 فأصبحت مده الدراسة فيها أربع سنوات.
في العام الدراسي 1941-1942 الحق بها فرع لتدريس اللغات الأجنبية.وفي العام الدراسي 1942-1943 أصبحت مدة الدراسة فيها خمس سنوات، إذ اضيفت سنة تحضيرية لها بهدف إعداد الطلبة الجدد للمراحل اللاحقة، وقسمت الدراسة فيها إلى فرعين:
- الأول: فرع الآداب: ويشمل مواد اللغة العربية والإنجليزية والجغرافية والتاريخ.
- الثاني: فرع العلوم: وتشمل الدراسة فيها مواد: البيولوجيا، فيزياء والرياضيات.

وفي عام 1945-1946 عادت مدة الدراسة فيها إلى أربع سنوات. وفي عام 1949 أدخلت دروس الدين في مناهج دار المعلمين العالية.
في عام 1958م تغير إسمها إلى (كلية التربية) وألحقت في العام نفسه بجامعة بغداد، وبعد صدور رقم القانون (28) لعام 1958 أصبح الهدف الرئيس للكلية هو إعداد المدرسين والمدرسات للدراستين المتوسطة والإعدادية.

## أقسام الكلية
تضم الكلية سبعة من الأقسام الإنسانية وهي:
- قسم اللغة الانجليزية
- قسم اللغة العربية
- قسم اللغة الكردية
- قسم التاريخ
- قسم الجغرافية
- قسم العلوم التربوية والنفسية
- قسم علوم القرآن والتربية الاسلامية.

## أبرز خريجي الكلية

عاتكة الخزرجي، شاعرة ومعلمة عراقية
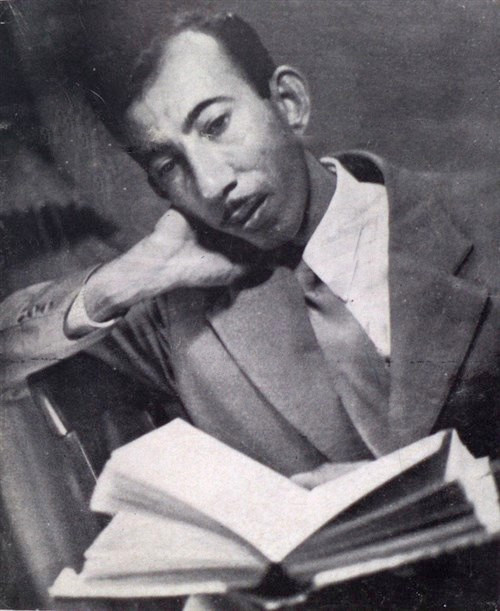
بدر شاكر السياب، شاعر عراقي
نازك الملائكة، شاعرة عراقية
عبد الوهاب البياتي، شاعر عراقي
لميعة عباس عمارة، شاعرة عراقية
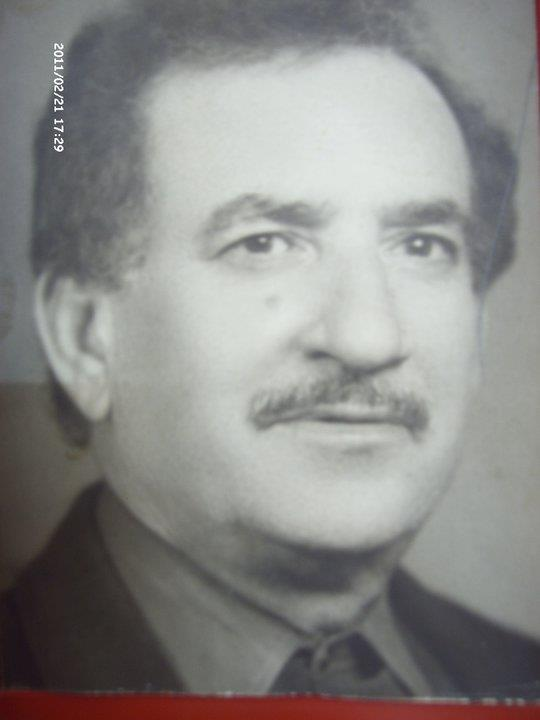
كاظم نعمة التميمي، شاعر عراقي
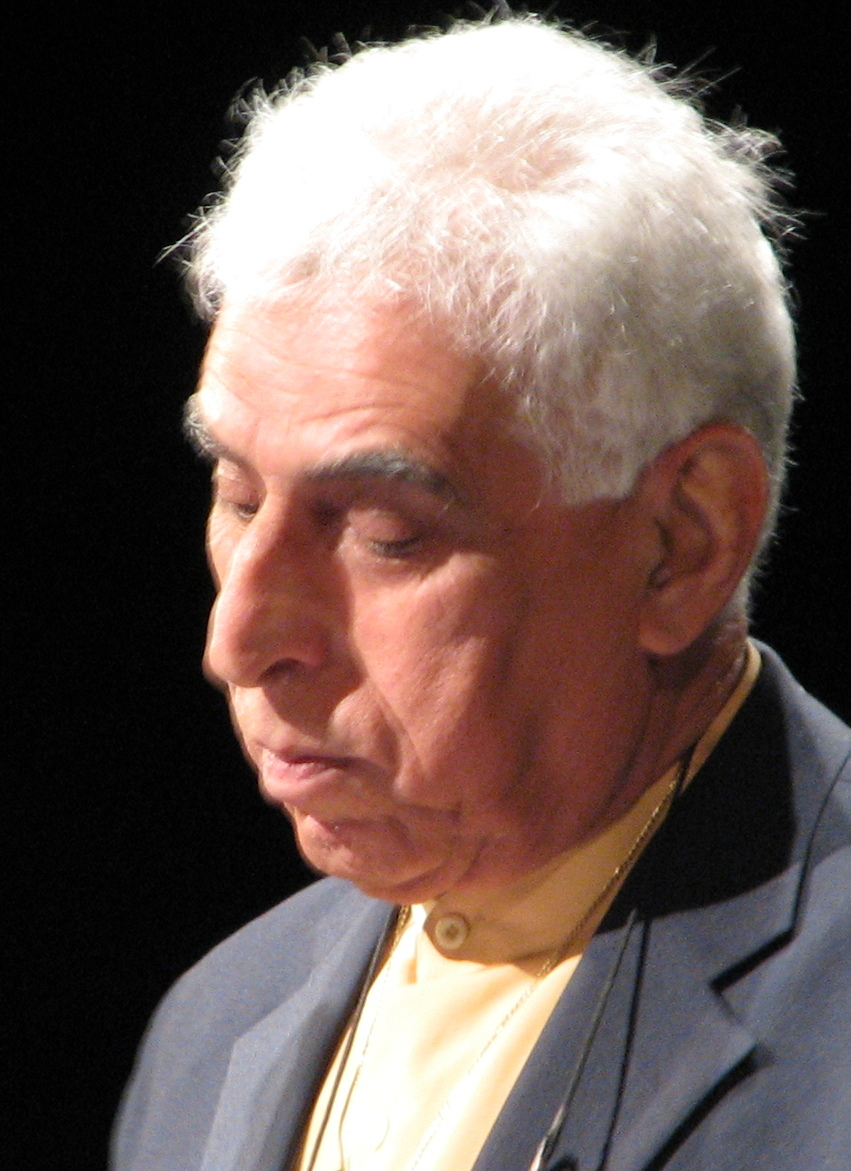
سعدي يوسف، شاعر وكاتب ومُترجم عراقي
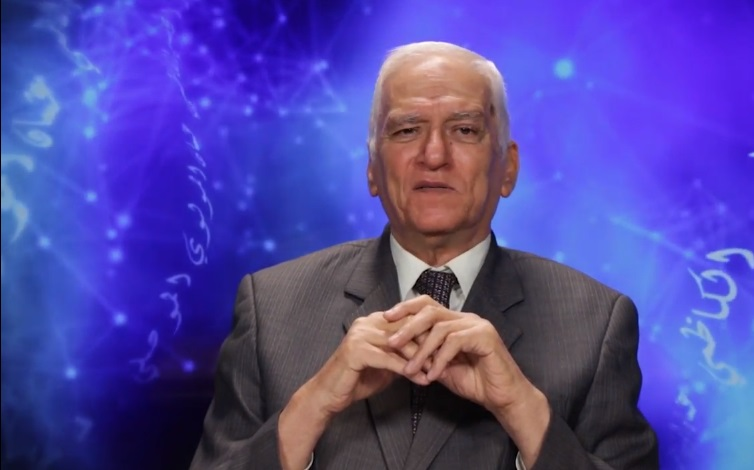
عماد عبد السلام رؤوف، مؤرخ ومحقق ومفكر عراقي